# Филипинска операция (1944 – 1945)
Филипинската операция, известна още като операция „Мускетар“, битката за Филипините или освобождението на Филипините (на филипински: Kampanya sa Pilipinas, Labanan sa Pilipinas, Liberasyon ng Pilipinas и Operasyon Mosketero I, II, III), е американско-филипинска кампания срещу имперските японски сили, окупиращи Филипините по време на Втората световна война. Освобождението започва с десант на източния филипински остров Лейте на 20 октомври 1944 г. Военните сили на Филипините и Съединените щати постепенно освобождават територии и острови, когато на японските сили е наредено да се предадат на 15 август 1945 г., след атомните бомбардировки на Хирошима и Нагасаки и съветското нашествие в Манджурия.